# Timothy Dupont
Timothy Dupont (* 1. November 1987 in Gent) ist ein belgischer Radrennfahrer.
Dupont begann seine internationale Karriere im Mai 2009 bei dem belgischen Continental Team Jong Vlaanderen-Bauknecht. In seinem zweiten Jahr dort gewann er mit dem Grote Prijs Stad Geel seinen ersten internationalen Wettbewerb. 2012 wurde er belgischer Amateurmeister im Straßenrennen.
Seine bis dahin erfolgreichste Saison fuhr Dupont 2016 beim Vérandas Willems Cycling Team, für das er auch 2017 fuhr, als diese Mannschaft eine Lizenz als Professional Continental Team erhielt: Er gewann acht internationale Eintagesrennen, darunter mit Nokere Koerse ein Rennen hors categorie, und sieben Abschnitte internationaler Etappenrennen.
2018 schloss sich Dupont dem Team Wanty-Groupe Gobert an und bestritt mit die Tour de France 2018, die er als 131. beendete. Bei Paris–Roubaix 2019 wurde er 52.

## Erfolge
2010
- Grote Prijs Stad Geel

2012
- Belgischer Amateurmeister – Straßenrennen

2013
- zwei Etappen Tour de Bretagne

2015
- zwei Etappen Tour Alsace

2016
- eine Etappe und Punktewertung Drei Tage von Westflandern
- Nokere Koerse
- drei Etappen und Punktewertung Tour de Normandie
- Dwars door de Vlaamse Ardennen
- Grand Prix Criquielion
- Memorial Philippe Van Coningsloo
- Grand Prix de la ville de Pérenchies
- drei Etappen und Punktewertung Tour Alsace
- Antwerpse Havenpijl
- De Kustpijl
- Kampioenschap van Vlaanderen

2017
- Grote Prijs Jef Scherens

2018
- Punktewertung 4 Jours de Dunkerque
- Schaal Sels

2019
- eine Etappe Tour de Wallonie

2021
- eine Etappe Étoile de Bessèges

2022
- eine Etappe ZLM Tour

2023
- eine Etappe Griechenland-Rundfahrt
- zwei Etappen Tour of Qinghai Lake
- eine Etappe und Punktewertung Tour of Istanbul

2024
- eine Etappe Tour of Antalya

## Grand-Tour-Platzierungen
| Grand Tour            | 2018 | 2019 | 2020 |
| --------------------- | ---- | ---- | ---- |
| Giro d’ItaliaGiro     | –    | –    | –    |
| Tour de FranceTour    | 131  | –    | –    |
| Vuelta a EspañaVuelta | –    | –    | –    |